# Calibrachoa macrodactylon
Calibrachoa macrodactylon ist eine Pflanzenart aus der Gattung Calibrachoa in der Familie der Nachtschattengewächse (Solanaceae).

## Beschreibung
Calibrachoa macrodactylon ist eine kleine krautige Pflanze oder ein niedriger Halbstrauch, dessen Zweige gebogen wachsen. Die Behaarung besteht aus wenigen, festen, drüsigen Trichomen. Die Laubblätter sind locker verteilt, stehen offen und sind nahezu gleich groß. Die Blattspreite ist umgekehrt lanzettlich bis spatelförmig, nach vorn sind sie gerundet bis fast spitz, an der Basis spitz zulaufend. Sie erreicht eine Länge von 21 mm und eine Breite von 7 mm.
Die Blüten stehen an Blütenstielen, die 4 mm lang sind und sich an der Frucht zurückbiegen und bis zu 10 mm lang werden. Der Kelch besitzt eine 2 bis 3,5 mm lange, schmal umgekehrt konische Kelchröhre, die mit ungleich geformten, schmal dreieckigen, stumpfen und 7 mm langen Kelchzipfeln besetzt ist. An der Frucht vergrößert sich der Kelch. Die Krone ist trichterförmig, 18 bis 20 cm lang, die Kronlappen sind kurz und breit gerundet. Die Staubblätter stehen tief innerhalb der Krone. Die Narbe ist scheibenförmig und klein.

## Verbreitung
Die Art ist in Brasilien verbreitet.

## Botanische Geschichte
Calibrachoa macrodactylon wurde 1964 als Petunia macrodactylon durch Lyman Bradford Smith und Robert Jack Downs erstbeschrieben. Das Typusexemplar wurde am 19. April 1962 von Raulino Reitz und Klein in der Nähe von Curitibanos (Santa Catarina/Brasilien) gesammelt. 1990 wurde die Art durch H.J.W. Wijsman als Calibrachoa macrodactylon der Gattung Calibrachoa zugeordnet.

## Belege
Lyman Bradford Smith und Robert Jack Downs: Notes on Solanaceae. In: Phytologia, Band 10, Nummer 6, 1964. S. 423–453.